# Aramenta Dianthe Vail

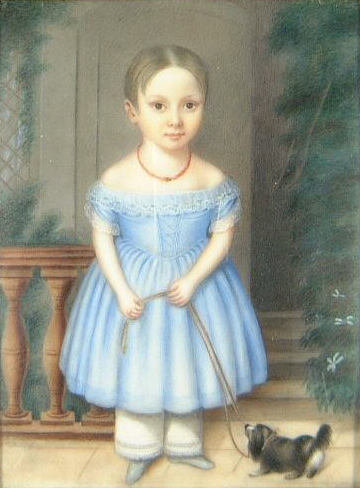
Aramenta Dianthe Vail: Mary R. Whitlock (1843). Metropolitan Museum of Art, New York

Aramenta Dianthe Vail (* 1820  wahrscheinlich in Creek, Dutchess County, New York; † 1888 wahrscheinlich in New York City) war eine US-amerikanische Miniaturenmalerin.

## Leben
Die Künstlerin Araminta D. Vail war die Tochter der Quäker George und Martha Vail. In den Volkszählungen von 1860, 1870 und 1880 gab sie ihr Alter um zehn Jahre niedriger an als es tatsächlich war. Sie lebte in Dutchess County, Newark, New York City und Brooklyn und stellte von 1838 bis 1863 ihre Werke in der National Academy of Design, der Apollo Association, dem American Institute of the City of New York und der Brooklyn Art Association aus. In den späten 1850er und frühen 1860er Jahren ergänzte sie ihr Einkommen als Künstlerin durch den Verkauf von Geschenkartikeln. Im Jahr 1870 wurde sie in einer Anzeige der Brooklyn Eagle als eine der Künstlerinnen erwähnt, die für Hardinge's Patent Pearletta Pictures arbeiteten. Sie malte mindestens bis 1880 weiter. Alternative Schreibweisen ihres Namens in Volkszählungsunterlagen, Verzeichnissen und Nachrufen sind unter anderem Araminta, Aramenta, Aramantha, Arminta und Armatia.

## Werk

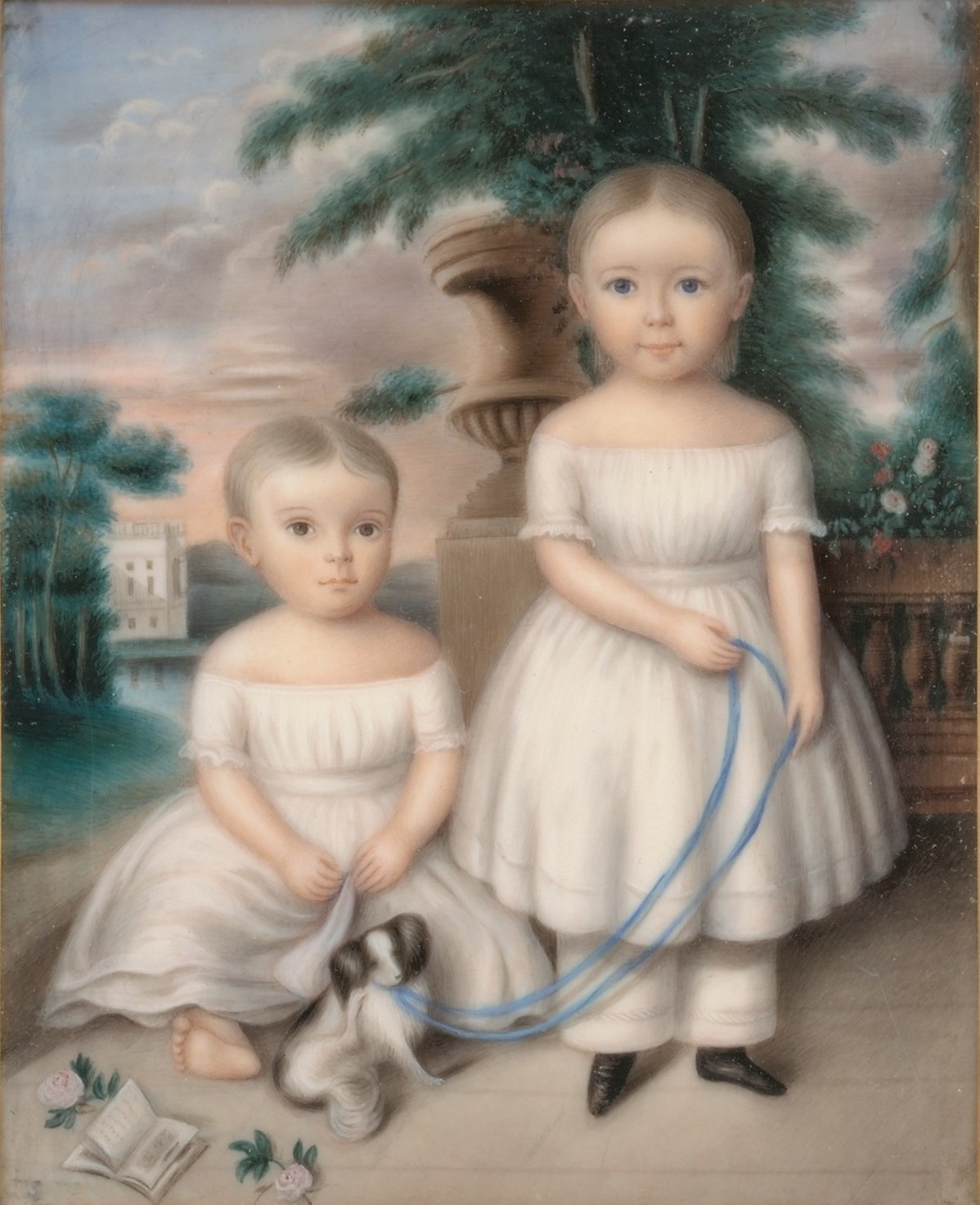
Aramenta Dianthe Vail: Watson Van Benthuysen II and Thomas Van Benthuysen (ca. 1837). Metropolitan Museum of Art

Aramenta Vail spezialisierte sich auf Miniaturporträts, meist Aquarelle auf Elfenbein, bei denen sie gelegentlich Goldpulver einsetzte. Ein Beispiel hierfür ist das im Jahr 1840 entstandene Porträt Gentleman Holding Letter, das sich in der Yale University Art Gallery befindet. Charakteristisch für ihre Werke ist eine eigenwillige Figurenkonstitution mit überproportional groß dargestellten Köpfen im Verhältnis zum Körper. Außerdem heben sich ihre Miniaturen durch ihre matte Oberfläche von den Werken vieler Zeitgenossinnen und Zeitgenossen ab. Zwei Porträts von Kindern („Portrait of a Woman“ und „Portrait of a Young Man“, beide um 1840) befinden sich in der Sammlung des Metropolitan Museum of Art in New York, ein weiteres Porträt im Cincinnati Art Museum.